# Київська товарна біржа
Київська товарна біржа — найпотужніший гуртовий ринок України 2-ї половини XIX — поч. XX ст.
Заснована 5 червня 1869 з ініціативи професора Київського університету Миколи Бунге, який очолював у той час Київську контору державного банку, та видавця Йосипа Завадського. До цього часу гуртова закупівля товарів за їхніми зразками провадилася на Київському контрактовому ярмаркові. На біржі відбувалася активна торгівля цукром, хлібом, хлібним вином тощо. При біржі діяло фондове відділення.
Торгові обороти біржі залежали від загальних економічних факторів, але мали явно прогресуючий характер. У перші роки існування біржі рух товарів і фондів на ній оцінювався приблизно в 1 млн рублів, на 1892 — уже досяг 200 млн руб. і перевершив за цими показниками одного з найбільших у Російській імперії агентів експорту — Одеський порт. До 1881 переважаючою над фондовою була торгівля товарами, передусім цукром (піском та рафінадом).
Навколо біржі консолідувалася торгова та промислова, здебільшого цукропромислова, еліта Правобережної України. На час заснування біржі до біржового товариства записалися 79 осіб, серед яких, крім місцевих підприємців, були ревельські, липовецькі, пінські та петербурзькі купці. З часом біржове товариство поповнилося такими представниками в цукропромисловій галузі, як Терещенки, Браницькі, Бродські, Бобринські, Ярошинські, та багатьма іншими впливовими підприємцями. Першим і незмінним головою біржового комітету протягом кількох десятиріч був київський купець 1-ї гільдії Микола Хряков.
Свою діяльність розпочала в Контрактовому будинку на Подолі, а з подальшим зосередженням економічного й ділового життя в центральній частині Києва перебралася в 1873 у новозбудоване (за проектом архітектора О. Шіле) приміщення по вул. Інститутській, 7, від 1886 — у будинок (архітектор — П. Шлейфер) на розі Інститутської та Хрещатика (нині не зберігся).
Діяла на основі статуту, затвердженого 5 листопада 1865, згідно з яким призначала і відкривала біржові збори (торги), курсові дні, встановлювала порядок своєї діяльності й утримання тощо. Статут визначав права та обов'язки біржового комітету, маклерів і гофмаклерів. 28 листопада 1880 було схвалено новий статут за зразком Московської товарної біржі. За ним великі купці, фабриканти й банкіри, які складали біржове товариство, отримали право обирати біржовий комітет на кілька років.
У 1877-1916 виходили щотижневі біржові бюлетені — (у тому числі «Киевская биржа»), в яких друкувалися відомості про укладені угоди, ціни на товари і фонди, ціни на інших внутрішніх ринках.
З 1917 не працювала. Поновила свою діяльність у 1922. Обороти протягом 1922 зросли з 37,7 до 177,6 млн карбованців. Основними суб'єктами її діяльності у той час були представники державних установ.
З утвердженням планового регулювання економіки і ліквідацією багатоукладності економіки в СРСР, як і решта бірж, припинила своє існування.